# NGC 640
NGC 640 (również PGC 6130) – galaktyka spiralna (Sa), znajdująca się w gwiazdozbiorze Wieloryba. Odkrył ją Francis Leavenworth w 1886 roku. Należy do galaktyk Seyferta typu 2.